# 帖哈麥
帖哈麥（羅馬化：Tihāmah）是红海東岸西阿拉伯半島北方的亚喀巴湾直至南方曼德海峡間沿海平原之名稱。

## 詞源
帖哈麥的地名在原始閃語中原意為「大海」。女性神祇迪亚马特（Tiamat，或作陽性的提哈默）是古代迦南人所信奉的海洋和混亂之神。而提哈默一詞在以希伯來文寫成的神話創世記中以也有出現，意思是「初始的海洋、深淵」。

## 歷史
在伊斯蘭教的先知穆罕默德所生活之年代，許多軍事戰役發生於帖哈麥當地，其中包括哈姆拉·阿薩德之戰以及對路過當地商隊的劫掠行為。從公元623年1月開始，部分穆斯林們遵循傳統的習慣，多次襲擊沿著红海東岸往來麥加到大敘利亞間的麥加商隊。對於在沙漠中艱苦求生的居民來說，為了在惡劣環境中維持生計，人們自然而然地團結起來，匯聚成共同生活在一起的阿拉伯部落群體，部族的團結建立在相通的血親基礎上，血脈相連賦予氏族內的成員彼此享有緊密的連結關係。阿拉伯半島上的居民若非游牧民族，便是固定生活於一處，前者不斷地從一個地點遷移至另一個地點，持續尋找能餵飽牲畜的水源和牧地，後者則定居下來並專注於發展貿易和農業。由於游牧民族（或貝都因人）的生計部分依賴於搶奪商隊或襲擊綠洲，為此游牧民族們普遍認為劫掠只是謀生的必要手段而非犯罪。
穆罕默德待在帖哈麥的哈姆拉·阿薩德期間和馬巴德·胡扎赫達成協議，馬巴德向穆罕默德保證絕不對他隱瞞任何事情，隨後穆罕默德便將馬巴德派往麥加以勸說阿布·苏富扬不對穆斯林們發起戰爭。馬巴德在麥加與阿布·蘇富揚會面，並於言談中誇大了穆罕默德的力量，謊稱穆罕默德已聚集好一支強大的軍隊準備與阿布·蘇富揚作戰。當時阿布·蘇富揚正和他的同伴們策畫對麥地那進行一場大規模的襲擊，希望能藉此一勞永逸地解決穆斯林的勢力。而阿布·蘇富揚在聽過馬巴德所述穆罕默德擁有強大的軍事實力後，決定退出參與襲擊穆斯林的計劃。穆罕默德以謀略的方式，成功地阻止麥加人正計劃的大型進攻行動。

## 地理

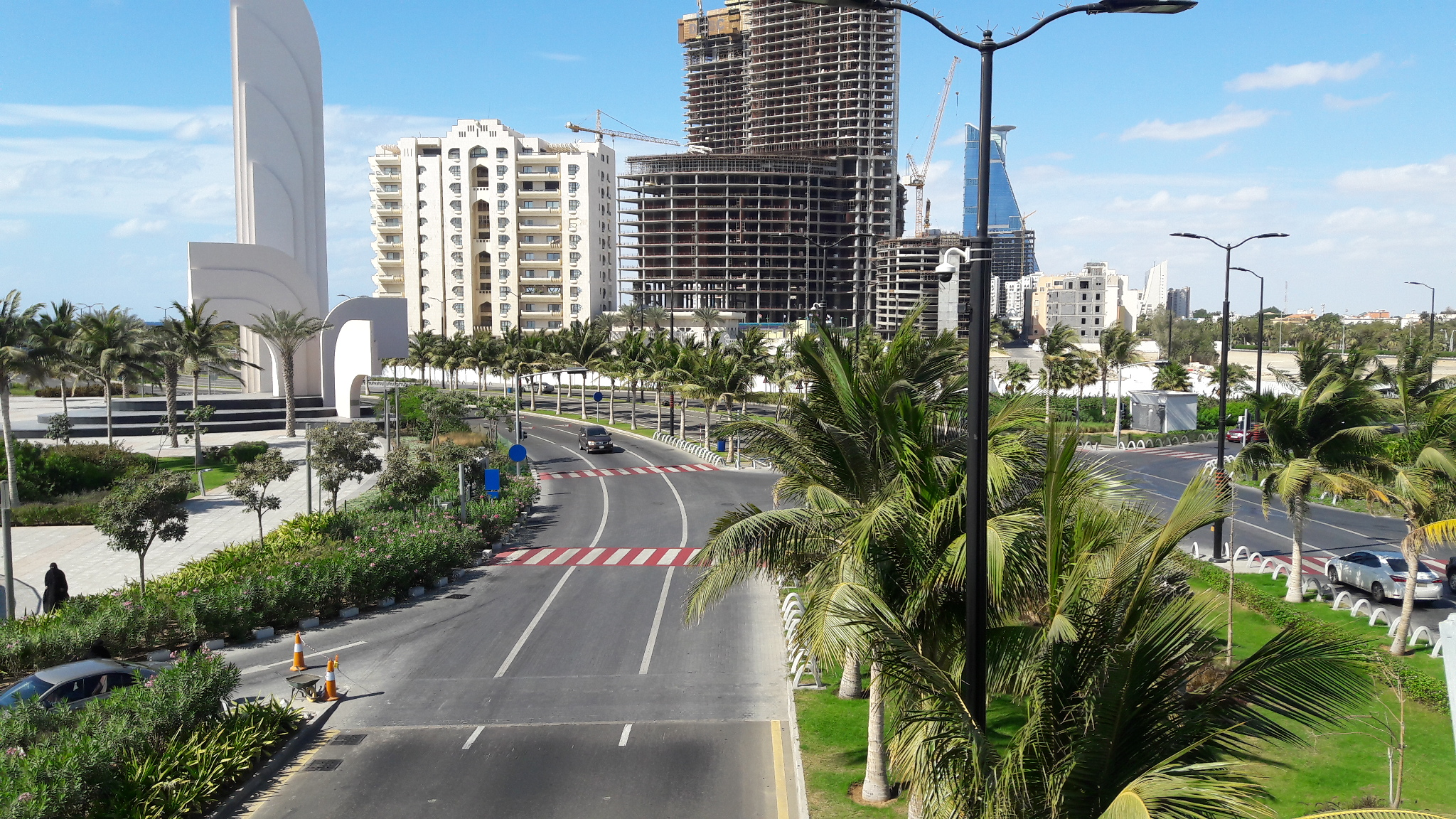
位於帖哈麥地區的港口城市吉达

帖哈麥地區有時會被細分為兩個部分，分別是北方的漢志帖哈麥（تِهَامَة ٱلْحِجَاز）與南方的阿西爾帖哈麥（تِهَامَة عَسِيْر），此外也门一帶的海岸線（تِهَامَة ٱلْيَمَن）亦是帖哈麥沿海平原的延伸，狹窄的平原在麦地那和麥加以南達到最大的寬度（60至80公里寬）。 延布、吉达與貢費宰等城市位於帖哈麥的漢志地區，而吉贊和荷台達則是阿西爾至葉門間帖哈麥海岸平原上的主要都會。帖哈麥當地的氣溫是地球上最炎熱的地區之一，帖哈麥之名在阿拉伯語中即意為酷熱和無風。

## 植被
帖哈麥廣闊的沙質沿海平原是與紅海平行炎熱且荒涼的地區，平原在葉門乍比得以北的絕大部分區域少有樹木。但是，在部分地區仍長有幾乎只由瓦赫利亞樹所組成茂密的灌木叢，這些灌木是帖哈麥當地最早的主要自然植被。此外包含阿拉克樹在內，外型奇特的埃及香脂樹和野生的杜姆棕櫚樹樹叢，以及椰棗等植物亦皆為當地灌木林中常見的樹種。

## 考古
皇家安大略博物館考古團的團長愛德華·基爾在考古過程中，於帖哈麥當地的穆泰納村附近發現超過十六座以上的巨石文化立石。這些重達20噸的碩大石頭是用花崗岩所製成，經過測量，立石群中有三塊直立的巨石高達約8英尺（2.4公尺），而當中一塊傾倒的巨石長度更超過66英尺（20公尺），此外在遺址內還發現了大量的銅製工具，其歷史可追溯至公元前2400年至1800年間，銅具的發現證明巨石群亦是在同一個時期豎立的建物。

## 延伸閱讀
- Thesieger, Wilfred. . The Geographical Journal (The Royal Geographical Society (with the Institute of British Geographers)). 1947, 110 (4/6): 188–200. JSTOR 1789949. doi:10.2307/1789949.